# Káto Komnínion (Imathie)
Káto Komnínion (grec moderne : Κάτω Κομνήνειον) est une localité située dans le dème de Véria, dans le district régional d'Imathie, dans la periphérie de Macédoine-Centrale, en Grèce.
Selon le recensement de 2011, elle compte 43 habitants.